# سیارک ۱۱۶۶۸
سیارک ۱۱۶۶۸ (به انگلیسی: 11668 Balios، نامگذاری:1997VV1) یازده هزار و ششصد و شصت و هشتمین سیارک کشف شده‌است که در ۳ نوامبر ۱۹۹۷ کشف شد.
قدر مطلق سیارک برابر ۱۱٫۶۰ است.